# CALL (財津和夫のアルバム)
『CALL』（コール）は、財津和夫のセルフカバーアルバム。1992年12月10日にパイオニアLDCから発売された。

## 音楽性
財津和夫が在籍しているバンドのチューリップの楽曲を収録したセルフカバーアルバムである。
先行シングルで、セルフカバーではない「誰が許すの 君のわがままを」が収録されている。

## 批評
| 専門評論家によるレビュー | 専門評論家によるレビュー |
| レビュー・スコア         | レビュー・スコア         |
| 出典                     | 評価                     |
| ------------------------ | ------------------------ |
| CDジャーナル             | 肯定的                   |

CDジャーナルは、「ほとんどの曲が20年近い歳月を経ているわけで、アレンジが違うだけではなく、彼のヴォーカルもおのずと違ってくる。これはもう、財津和夫の新しいソロ作品と捕えてよさそう。」と肯定的に評価している。

## 収録曲
| 全作曲: 財津和夫。 |                               |           |            |                   |      |
| #                  | タイトル                      | 作詞      | 作曲・編曲 | 編曲              | 時間 |
| 1.                 | 「銀の指環」                  | 財津和夫  | 財津和夫   | 是永巧一          | 3:01 |
| 2.                 | 「ハーモニー」                | 財津和夫  | 財津和夫   | ACHILLESS DAMIGOS | 2:28 |
| 3.                 | 「ぼくがつくった愛のうた」    | 財津和夫  | 財津和夫   | ACHILLESS DAMIGOS | 3:46 |
| 4.                 | 「WELCOME TO MY HOUSE」       | Bert.T    | 財津和夫   | 山田直毅          | 3:37 |
| 5.                 | 「逆回転」                    | 財津和夫  | 財津和夫   | 鈴木康博          | 3:31 |
| 6.                 | 「一人の部屋」                | 財津和夫  | 財津和夫   | 小林信吾          | 4:19 |
| 7.                 | 「そんな時」                  | 財津和夫  | 財津和夫   | 小林信吾          | 2:52 |
| 8.                 | 「魔法の黄色い靴」            | 財津和夫  | 財津和夫   | 山田直毅          | 3:31 |
| 9.                 | 「サボテンの花」              | 財津和夫  | 財津和夫   | 鈴木康博          | 5:08 |
| 10.                | 「心の旅」                    | 財津和夫  | 財津和夫   | 是永巧一          | 5:32 |
| 11.                | 「誰が許すの 君のわがままを」 | 財津和夫  | 財津和夫   | 財津和夫          | 4:31 |
| 合計時間:          | 合計時間:                     | 合計時間: | 合計時間:  | 42:16             |      |

## 参加ミュージシャン
| 銀の指環 - DRUMS：島村英二 - BASS：根岸孝旨 - GUITAR：是永巧一・いまみちともたか - KEYBOARDS：片山敦夫 - SYNTH. OPERATOR：平石晴生 - BACKGROUND VOCAL：財津和夫・小野浩次 ハーモニー - DRUMS：長谷部徹 - BASS：金森佳郎 - GUITAR：芳野藤丸・成田進也 - KEYBOARDS：Achiles C.Damigos・鶴来正基 - SYNTH. OPERATOR：Achiles C.Damigos - BACKGROUND VOCAL：財津和夫 ぼくがつくった愛のうた - DRUMS：長谷部徹 - BASS：金森佳郎 - GUITAR：芳野藤丸・成田進也 - KEYBOARDS：Achiles C.Damigos・鶴来正基 - SYNTH. OPERATOR：Achiles C.Damigos - BACKGROUND VOCAL：伊豆田洋之・山崎孝・財津和夫 WELCOME TO MY HOUSE - DRUMS：松永俊弥 - BASS：神保伸太郎 - GUITAR：山田直毅 - KEYBOARDS：矢代恒彦 - SYNTH. OPERATOR：国友孝純 - BACKGROUND VOCAL：伊豆田洋之・山崎孝 逆回転 - GUITAR：鈴木康博・岡崎倫典 - PERCUSSION：木村誠 - BACKGROUND VOCAL：財津和夫 | 一人の部屋 - DRUMS：江口信夫 - BASS：高水健司 - GUITAR：今剛・笛吹利明 - KEYBOARDS：小林信吾 - SYNTH. OPERATOR：北城浩志 - BACKGROUND VOCAL：財津和夫 そんな時 - DRUMS：江口信夫 - BASS：高水健司 - GUITAR：今剛・笛吹利明 - KEYBOARDS：小林信吾 - SYNTH. OPERATOR：北城浩志 - BACKGROUND VOCAL：伊豆田洋之 魔法の黄色い靴 - DRUMS：松永俊弥 - BASS：神保伸太郎 - GUITAR：山田直毅 - KEYBOARDS：矢代恒彦 - SYNTH. OPERATOR：国友孝純 - STRINGS：武藤裕生 - BACKGROUND VOCAL：財津和夫・小野浩次 サボテンの花 - GUITAR：鈴木康博・岡崎倫典 - PERCUSSION：木村誠 - BACKGROUND VOCAL：財津和夫 心の旅 - DRUMS：島村英二 - BASS：根岸孝旨 - GUITAR：是永巧一・いまみちともたか - KEYBOARDS：片山敦夫 - SYNTH. OPERATOR：平石晴生 - BACKGROUND VOCAL：財津和夫・伊豆田洋之・山崎孝・秋元薫・小野浩次・海老根一也・岩永浩司・岡田信克 誰が許すの 君のわがままを - GUITAR：古川望 - KEYBOARDS：丹野義昭 - SYNTH. OPERATOR：国友孝純 - BACKGROUND VOCAL：財津和夫 |

## メディアでの使用
| # | 曲名         | タイアップ                                              | 出典 |
| - | ------------ | ------------------------------------------------------- | ---- |
| 1 | 「銀の指環」 | フジテレビ系『なるほど!ザ・ワールド』エンディングテーマ |      |